# Валлериус, Эрик
Эрик Г. Валлериус (швед. Eric G. Wallerius; 16 апреля 1878, Гётеборг — 7 мая 1967, Гётеборг) — шведский яхтсмен, чемпион и серебряный призёр летних Олимпийских игр.
На Играх 1908 в Лондоне соревновался в классе 8 метров. Его команда стала в итоге второй, выиграв одну гонку.
На следующей Олимпиаде 1912 в Стокгольме соревновался в классе 10 метров и, выиграв обе гонки, его экипаж выиграл золотые медали.